# Université de Helmstedt
L'université d'Helmstedt (en allemand : Universität Helmstedt ; nom officiel en latin : « Academia Julia »), était une université pluridisciplinaire située à Helmstedt dans la principauté de Brunswick-Wolfenbüttel en fonctionnement de 1576 à 1810.

## Personnalités liées à l'université

### Enseignants
- Daniel Clasen (1622-1678), professeur de droit.